# Advance Communication
 Advance Communication est une société japonaise, aujourd'hui disparue[Depuis quand ?], de développement de jeu vidéo.

## Liste de jeux
- Ys I: Ancient Ys Vanished (1988, NES)
- Dr. Jekyll and Mr. Hyde (1988, NES)
- Dynowarz: The Destruction of Spondylus (1990, NES)
- Fushigi no Umi no Nadia (1990, NES)
- Last Armageddon (1990, NES)
- Ys II (1990, NES)
- Tiger Road (1990, PC Engine)
- Ys III: Wanderers from Ys (1991, Super NES)
- Jinsei Game Densetsu (1991, Game Boy)
- Cyber Knight (1992, Super NES)